# Salvelinus namaycush
Truta-de-lago (Salvelinus namaycush, ou, em inglês, Lake trout) é um peixe da ordem salmoniformes, família salmonidae e gênero salvelinus que vive sobremaneira em lagos das áreas setentrionais da América do Norte. Nas suas regiões de origem a truta-de-lago é também conhecida por mackinaw, lake char, charr, touladi, togue e grey trout (truta-cinzenta), entre outros. No Lago Superior, a truta-de-lago também é denominada siscowet, paperbellies e leans. 
A espécie encontra-se amplamente distribuída desde o norte do Canadá e Alasca até a Nova Inglaterra, nos Estados Unidos, e os Grandes Lagos da América do Norte. Além disso, a truta-de-lago foi introduzida em várias áreas fora da sua região de origem. 
A truta-de-lago atinge um tamanho máximo de 150 centímetros, mas o mais comum são os exemplares de até 50 centímetros. O peso máximo registrado para a espécie é de 32,7 quilogramas e a idade máxima de 50 anos. 
A truta-de-lago depende de águas frias e ricas em oxigênio. A espécie é pelágica durante o período de estratificação de verão em lagos dimíticos, vivendo frequentemente a uma profundidade de 20 a 60 metros. A truta-de-lago é um peixe de crescimento lento, típico de águas oligotróficas. Ela também demora bastante a chegar à maturidade. 
A truta-de-lago era pescada comercialmente nos Grandes Lagos até que as lampreias, a pesca predatória e a poluição liquidaram ou reduziram drasticamente as populações desta espécie naquela região. Entretanto, a pesca comercial da truta-de-lago ainda é praticada em certas áreas dos Grandes Lagos e em lagos menores do norte do Canadá.